# アルタ州
アルタ州（アルタしゅう、フランス語: Région d'Arta、アラビア語: إقليم عرتا）は、ジブチの州の一つ。ジブチの中央部に位置し、州都はアルタ。人口は48,922人（2024年国勢調査）。

## 隣接州
- ジブチ州
- アウダル州 （実効支配  アウダル州）
- アリ・サビエ州
- ディキル州
- タジュラ州

## 郡

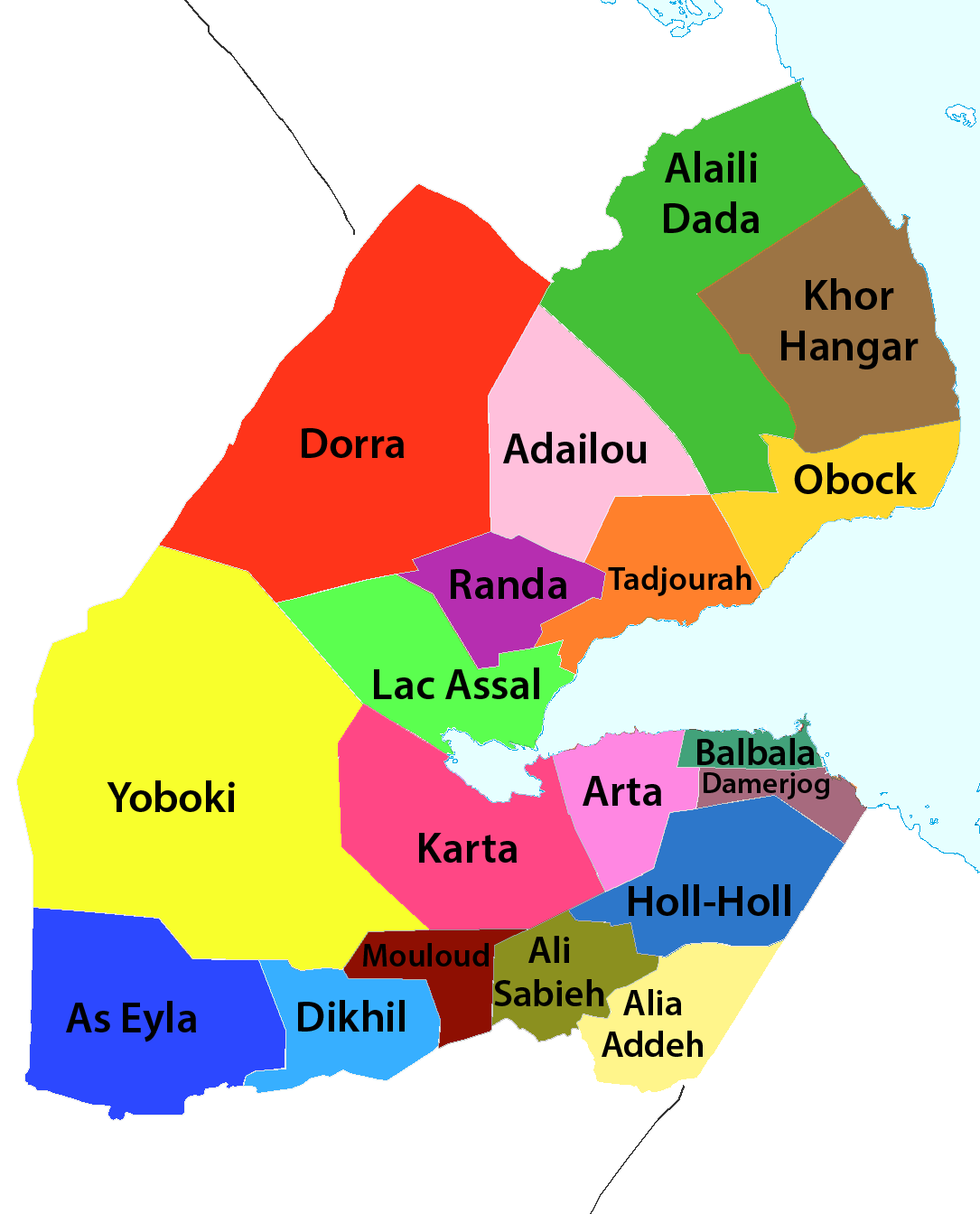
ジブチの郡

3郡が設置されている。
- アルタ郡（ズールー語版）
- Damerjog郡
- Karta＝Omar Jagaa郡

## 町
- アルタ
- Weʽa
- ロワイヤダ（英語版） （Loyada）